# Bilovod, Romnî
Bilovod (în ucraineană Біловод) este localitatea de reședință a comunei Bilovod din raionul Romnî, regiunea Sumî, Ucraina.

## Demografie
Componența lingvistică a localității Bilovod
     Ucraineană (97,82%)
     Rusă (2,18%)
Conform recensământului din 2001, majoritatea populației localității Bilovod era vorbitoare de ucraineană (97,82%), existând în minoritate și vorbitori de rusă (2,18%).